# لبدینو
لبدینو (به لاتین: Lebedino) یک منطقهٔ مسکونی در روسیه است که در سرزمین آلتای واقع شده‌است.